# Humza Yousaf
Humza Haroon Yousaf (* 7. dubna 1985 Glasgow) je skotský politik. Celoživotně působí ve Skotské národní straně, od roku 2011 je členem skotského parlamentu, v letech 2012–2023 působil v několika ministerských a tajemnických funkcích ve vládách Alexe Salmonda a Nicoly Sturgeonové. Po jejím odstoupení se 29. března 2023 stal předsedou své domovské strany a prvním ministrem Skotska.

## Život a politická kariéra
Narodil se v Glasgowě ve Skotsku do rodiny přistěhovalců z Pákistánu. Navštěvoval základní školu v Newton Mearns ve skotské správní oblasti East Renfrewshire, posléze byl vzděláván na glasgowské soukromé Hutchesons' Grammar School. Studoval politologii na Glasgowské univerzitě, kde také vedl místní asociaci muslimských studentů; v roce 2007 zde získal titul Master of Arts (udělovaný na některých skotských univerzitách, srovnatelný přibližně s českým bakalářským titulem).
Od mládí se zapojoval do komunitních aktivit v různých charitativních organizacích. V roce 2005, ještě během studia na univerzitě, vstoupil do Skotské národní strany. Začal se intenzivně podílet na stranické činnosti, a postupně se stal asistentem několika poslanců skotského parlamentu, kromě jiných Alexe Salmonda či Nicoly Sturgeonové. V roce 2011 byl jako tzv. dodatečný člen poprvé zvolen do skotského parlamentu.
V roce 2012 byl, jako historicky první muslim a Skot asijského původu, jmenován ministrem pro vnější záležitosti a mezinárodní rozvoj ve vládě Alexe Salmonda. Po Salmondově rezignaci v roce 2014 Yousaf pokračoval ve funkci i ve vládě Nicoly Sturgeonové, nově jako ministr pro Evropu a mezinárodní rozvoj. Po roce 2016, kdy byl zvolen řádným členem parlamentu, se ve druhém kabinetu Nicoly Sturgeonové stal ministrem dopravy a ostrovů (2016–2018), pak byl povýšen na tajemníka kabinetu pro spravedlnost (2018–2021).
Po parlamentních volbách v roce 2021 pokračoval jako poslanec a ve třetí vládě Nicoly Sturgeonové se stal tajemníkem kabinetu pro zdravotnictví a sociální péči; v této funkci řešil i problémy kolem pandemie covidu-19. Po odstoupení Sturgeonové z čela Skotské národní strany a vlády byl Yousaf v březnu 2023 zvolen předsedou strany a současně se tak stal prvním ministrem Skotska.
V politice zastává postoje sociálního progresivismu a je stoupencem tohoto politického směru, který prosazovala i jeho předchůdkyně Nicola Sturgeonová. Podporuje skotskou nezávislost na Spojeném království, vyjádřil se ve prospěch rasové rozmanitosti ve skotské administrativě, a je silným zastáncem rozšiřování LGBT práv ve Skotsku.
V letech 2010 až 2016 byl ženatý s Gail Lythgoe, bývalou pracovnicí Skotské národní strany. V roce 2019 se jeho ženou stala psychoterapeutka Nadia El-Nakla, s níž vychovává jedno vlastní a jedno nevlastní dítě.
Dne 29. dubna 2024 oznámil, že rezignuje na funkci prvního ministra Skotska, stalo se tak po vypovězení koaliční smlouvy ze strany Zelené strany Skotska.